# Jules Laforgue
Jules Laforgue (Montevidéu, 16 de agosto de 1860 — Paris, 20 de agosto de 1887) foi um poeta inovador e romancista de idioma francês, muitas vezes tratado como um poeta simbolista, porém, mais frequentemente classificado como decadente. Críticos e comentaristas da sua obra também têm defendido uma  influência do Impressionismo na sua poesia.

## Biografia
Filho de pais franceses, nasceu no Uruguai em 1860. Em 1866, sua família retorna à França, indo viver em Paris em 1877.
Publica seus primeiros poemas em revistas, no ano de 1879. Em 1880 conhece Paul Bourget, que seria seu protetor.
Escreve em 1881 o romance curto “Stéphane Vassiliew  (publicada em 1943).  Visita com frequência o Museu do Louvre e  passa os dias em bibliotecas. Assiste aos cursos de Hippolyte Taine na escola de Belas Artes e se interessa pelo Impressionismo. Por este motivo, alguns estudiosos acreditam que era intenção consciente do autor traduzir a pintura desta escola para os seus poemas.
Em 1882 vai viver na Alemanha, nomeado “leitor de francês” pela imperatriz  Augusta, esposa de Guilherme I.  Escreve artigos para diversas revistas e seu primeiro livro de poemas, “Les complaintes” seria publicado em 1885, às custas do autor.
Em 1886, casa-se com a inglesa Leah Lee em Londres e vai viver com ela em Paris, no ano de  1887. Publica no "Le Figaro"e na “Revue Independante”. O casal  passa por dificuldades financeiras e o poeta contrai tuberculose, morrendo em 20 de agosto de 1887, quatro dias após completar 27 anos.

## A poesia
Filosoficamente, ele foi um discípulo do pessimismo de Schopenhauer,  o que o alinhava com o Decadentismo.  O Budismo , Heine e Taine também influenciaram sua abordagem temática. A combinação incomum destes elementos contribuíram para  um discurso diferenciado entre os poetas da época.  
Formalmente, Laforgue também  evitou a coesão tradicional e d univocidade. Em seus experimentos linguísticos, o poeta usa a ironia, a frase corrente e coloquial, inclusive o balbuciar e a descontinuidade sintática. Toda sua poesia, além disso, se acha repleta de exclamações e interjeições,  o que se traduz em um ritmo entrecortado e muito marcante.
Tradutor de Walt Whitman, Laforgue foi um dos primeiros poetas franceses a escrever no verso livre, o primeiro a fazê-lo de forma sistemática. A sua poesia seria uma das influências fortes na linguagem  poética de Ezra Pound  e  de um primeiro Eliot ,  causando grande impacto sobre os surrealistas. No Brasil, influenciou Pedro Kilkerry, Marcelo Gama, Manuel Bandeira e Carlos Drummond de Andrade.
A maior parte de sua obra foi de publicação póstuma.

## Algumas obras publicadas, em ordem de primeira publicação
- Stéphane Vassiliew (1881, publicado em 1943)
- Les Complaintes (1885)
- L'Imitation de Notre Dame la Lune (1886)
- Moralités légendaires (1887)
- Des Fleurs de bonne volonté (1890)
- Derniers vers (1890)
- Berlin, la cour et la ville (1922)